# For Greater Glory Vol.3
For Greater Glory Vol.3 è un mixtape collaborativo dell'etichetta discografica GBE, pubblicato il 25 agosto 2013.

## Tracce
1. Glo Gang – 3:38
2. Lots of Thots – 2:16
3. Instagram – 4:20
4. Loaded – 3:28
5. Pimp – 3:14
6. Thirtsty – 3:50
7. Cant Love Ya – 3:15
8. Handle That – 3:06
9. All They Do Is Hate Remix – 4:44
10. Proceed – 3:44
11. Bird talk – 4:08
12. All She Want – 4:07
13. I Need That – 2:50
14. New World Order Remix – 3:12
15. Forgiatos – 2:39
16. Strert Niggas – 4:06